# Kubikmeter
Der Kubikmeter („Meter hoch 3“, Einheitenzeichen m3) ist die Maßeinheit für das Volumen im Internationalen Einheitensystem (SI). Ein Kubikmeter entspricht dem Volumen eines Würfels mit 1 Meter Kantenlänge.
Ein Kubikmeter sind 1 000 Kubikdezimeter (Liter) bzw. 1 000 000 Kubikzentimeter.
Ein Kubikmeter Wasser hat die Masse von ca. 1 Tonne (t) – bei einer Temperatur von 277,13 K (3,98 °C) und dem Standard-Luftdruck 101,325 kPa sind es 999,975 kg.

## Abweichende Schreibweisen
Neben dem Einheitenzeichen m3 findet manchmal auch die nicht normgerechte Abkürzung cbm Verwendung. Bei der Arbeit am Rechner erlauben moderne Textverarbeitungen die Eingabe der 3 als hochgestellte Zahl ³. Einige Textsatzprogramme oder Formeleditoren verlangen die Eingabe in der Form m^3.

## Vielfache und Bruchteile
Durch Verwendung von SI-Präfixen lassen sich Vielfache und Bruchteile bezeichnen, wobei das Präfix zwischen Kubik- und ‑meter eingeschoben wird. Der dem SI-Präfix entsprechende Zahlenfaktor wird dabei ebenfalls in die dritte Potenz erhoben.

### Kubikmillimeter (Mikroliter)
Der Kubikmillimeter („Millimeter hoch 3“, mm3) entspricht dem Volumen eines Würfels mit 1 Millimeter = 0,1 Zentimeter Kantenlänge. 1 Kubikmillimeter ist damit ein Millionstel eines Liters (1 Mikroliter (µl) = 0,000001 l). Wasser dieses Volumens wiegt etwa 1 Milligramm (mg). Es gilt:
1 mm3 = 1/1000 cm3 = 1 μl.

### Kubikzentimeter (Milliliter)
Der Kubikzentimeter („Zentimeter hoch 3“, cm3; veraltet: ccm) entspricht dem Volumen eines Würfels mit 1 Zentimeter. 1 Kubikzentimeter ist damit ein Tausendstel eines Liters (1 Milliliter (ml) = 0,001 l). Diese Menge Wasser wiegt etwa 1 Gramm (g). Es gilt:
1 cm3 = 1000 mm3 = 1/1000 dm3 = 1 ml.
Aus dem Englischen stammt die Abkürzung „cc“ für cubic centimeter, die jedoch im SI nicht zulässig ist.

### Kubikdezimeter (Liter)
Der Kubikdezimeter (Einheitenzeichen: dm3) beschreibt das Volumen eines Würfels mit einem Dezimeter Kantenlänge. Eine gleichwertige Bezeichnung für den Kubikdezimeter ist der zum Gebrauch mit dem SI zugelassene Liter:
1 dm3 = 1 l = 1000 cm3 = 1/1000 m3.

### Kubikkilometer
Während Kubikdekameter (1 dam3 = 1000 m3) und Kubikhektometer (1 hm3 = 1000000 m3) eher unüblich sind, verwendet man den Kubikkilometer (km3) für sehr große Volumina, beispielsweise den Inhalt großer Seen. Er entspricht dem Volumen eines Würfels mit 1 Kilometer Kantenlänge. Ein Kubikkilometer sind eine Milliarde Kubikmeter, also eine Billion Liter:
1 km3 = 109 m3 = 1012 l.